# Marisa
Marisa  è un nome proprio di persona italiano femminile.

## Varianti
- Alterati: Marisella, Marisetta, Marisina, Marissa.
- Maschili: Marisello, Mariso, Marisio.

### Varianti in altre lingue
- Francese: Maryse
- Inglese: Marisa[1], Marissa[1]
- Portoghese: Marisa[1]
- Spagnolo: Marisa[1], Marisela[1]

## Origine e diffusione
Si tratta di una contrazione di Maria Luisa, un nome composto formato dall'unione di Maria e Luisa (da cui anche il nome Marilù). In rari casi, perlopiù nell'Italia meridionale, può costituire anche una combinazione di Maria e Rosaria.
In Italia Marisa è stato particolarmente in voga negli anni 1930: infatti è costantemente fra i primi 20 nomi più attribuiti alle bambine dal 1933 fino al 1939. Inoltre nel 1931 occupa il terzo posto fra i nomi femminili più attribuiti a Roma.

## Onomastico
L'onomastico può essere festeggiato lo stesso giorno di Maria e Luisa.

## Persone
- Marisa Allasio, attrice italiana
- Marisa Bartoli, attrice italiana
- Marisa Belli, attrice italiana

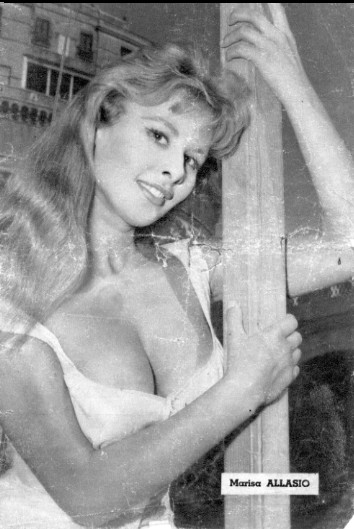
Marisa Allasio

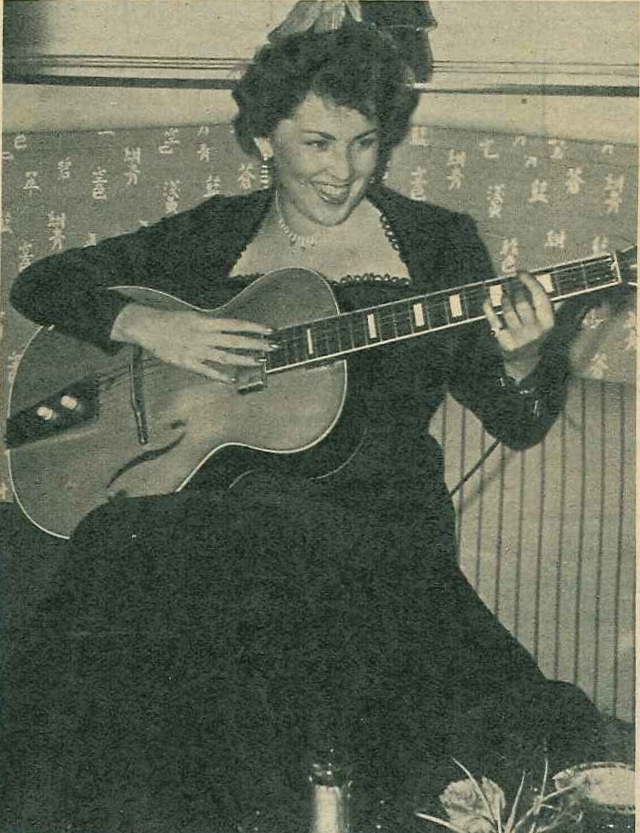
Marisa Brando

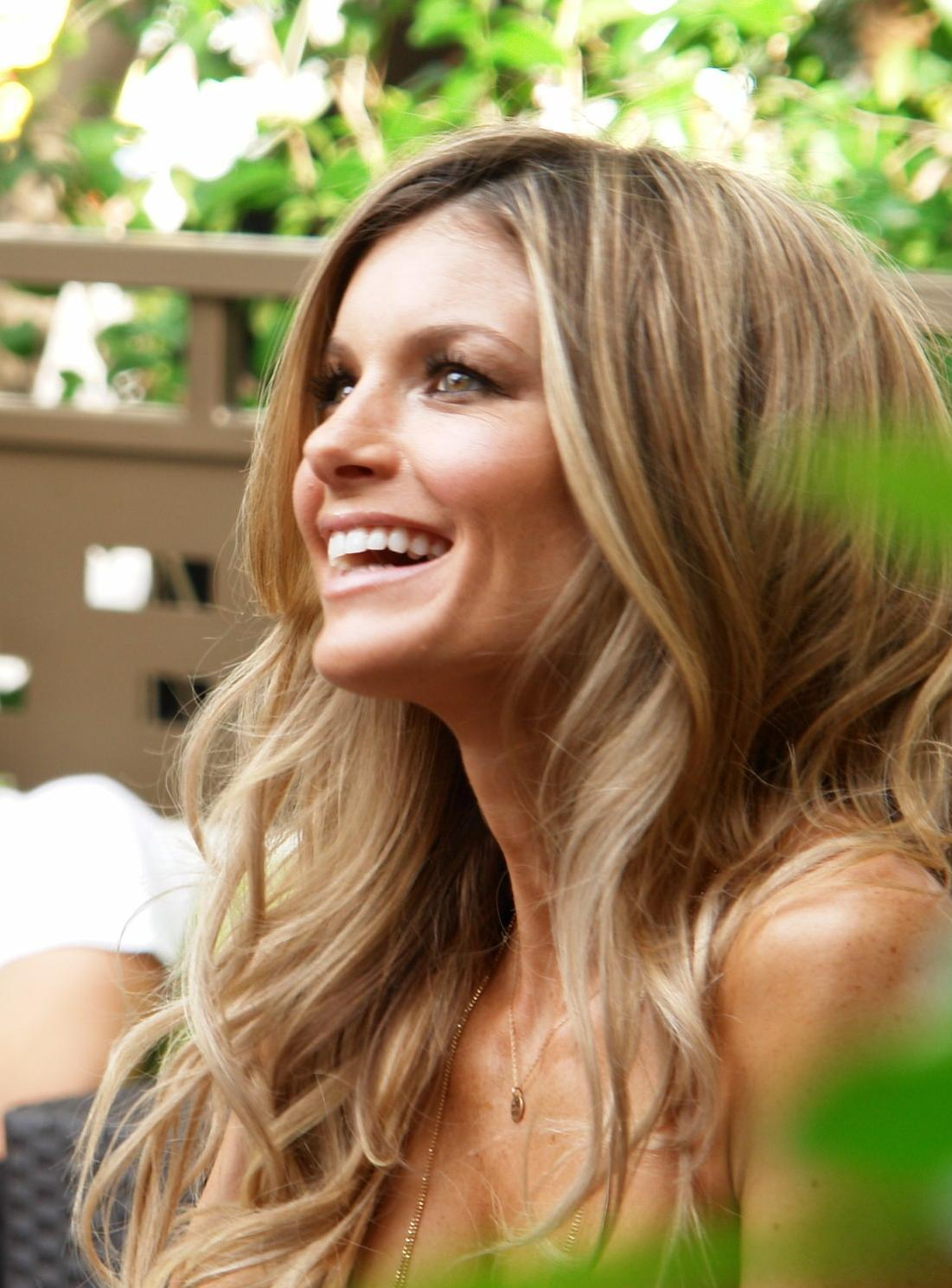
Marisa Miller

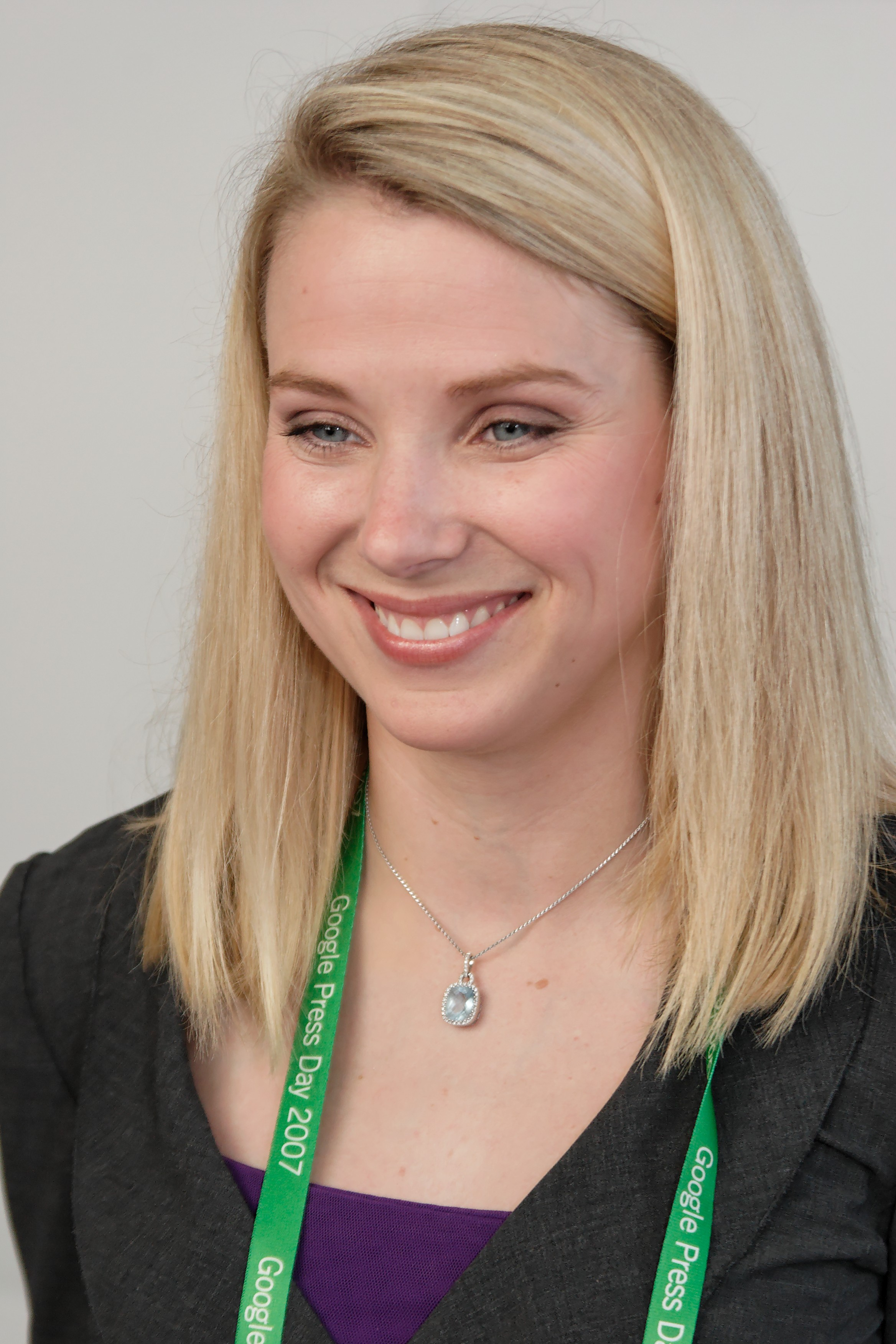
Marissa Mayer

- Marisa Bellisario, manager italiana
- Marisa Berenson, attrice statunitense
- Marisa Borroni, annunciatrice televisiva, conduttrice televisiva e attrice italiana
- Marisa Brando, cantante italiana
- Marisa Colomber, cantante e attrice italiana
- Marisa Del Frate, cantante e attrice italiana
- Marisa Fabbri, attrice italiana
- Marisa Laurito, attrice, showgirl e cantante italiana
- Marisa Madieri, scrittrice italiana
- Marisa Maresca, showgirl e ballerina italiana
- Marisa Masullo, atleta italiana
- Marisa Mell, attrice austriaca
- Marisa Merlini, attrice italiana
- Marisa Miller, modella statunitense
- Marisa Monte, cantante, compositrice e produttrice discografica brasiliana
- Marisa Musu, partigiana e giornalista italiana
- Marisa Paredes, attrice spagnola
- Marisa Passera, conduttrice televisiva e conduttrice radiofonica italiana
- Marisa Pavan, attrice italiana naturalizzata francese
- Marisa Sacchetto, cantante, modella e attrice italiana
- Marisa Sannia, cantautrice e attrice italiana
- Marisa Solinas, attrice e cantante italiana
- Marisa Tomei, attrice statunitense
- Marisa Traversi, attrice italiana
- Marisa Vernati, attrice e cantante italiana

### Variante Marissa
- Marissa Coleman, cestista statunitense
- Marissa Mayer, informatica statunitense
- Marissa Nadler, cantautrice statunitense

## Il nome nelle arti
- Marisa è un personaggio del film del 1957 Marisa la civetta, diretto da Mauro Bolognini.
- Marisa è un personaggio (interpretato dall'attrice Lorella De Luca) fra i protagonisti della serie cinematografica del neorealismo rosa comprendente i film Poveri ma belli, Belle ma povere e Poveri milionari.
- Marissa Cooper è un personaggio della serie televisiva The O.C..
- Marisa Coulter è un personaggio della serie di romanzi Queste oscure materie, scritta da Philip Pullman.
- Marisa Di Giovanni è la protagonista femminile del film del 1968 Straziami ma di baci saziami, diretto da Dino Risi.
- Marisa Florian è la protagonista femminile del film del 1956 Totò, Peppino e la... malafemmina, diretto da Camillo Mastrocinque.
- La canzone Maruzzella, scritta da Renato Carosone in coppia con il fido paroliere Nisa, prende il titolo dal vezzeggiativo di Marisa, la moglie di Carosone, a cui il brano è dedicato.
- Marisa Kirisame è un personaggio di Touhou, noto media franchise dōjin giapponese.
- Marisa è un personaggio di Street Fighter